# Santiago de Vila Chã
Vila Chã (Santiago)) foi uma freguesia portuguesa do Município de Ponte da Barca, com 3,07 km² de área e 139 habitantes (2011). Densidade: 45,3 hab/km².

## História
No séc. XVIII, esta freguesia esteve anexada, juntamente com as freguesia da Ermida e S. João de Vila Chã, à freguesia de Entre Ambos-os-Rios. 
Na reorganização administrativa de 2012/2013, passou a integrar a União das Freguesias de Vila Chã (São João Baptista e Santiago).

## População
| População da freguesia de Vila Chã (Santiago) | População da freguesia de Vila Chã (Santiago) | População da freguesia de Vila Chã (Santiago) | População da freguesia de Vila Chã (Santiago) | População da freguesia de Vila Chã (Santiago) | População da freguesia de Vila Chã (Santiago) | População da freguesia de Vila Chã (Santiago) | População da freguesia de Vila Chã (Santiago) | População da freguesia de Vila Chã (Santiago) | População da freguesia de Vila Chã (Santiago) | População da freguesia de Vila Chã (Santiago) | População da freguesia de Vila Chã (Santiago) | População da freguesia de Vila Chã (Santiago) | População da freguesia de Vila Chã (Santiago) | População da freguesia de Vila Chã (Santiago) |
| --------------------------------------------- | --------------------------------------------- | --------------------------------------------- | --------------------------------------------- | --------------------------------------------- | --------------------------------------------- | --------------------------------------------- | --------------------------------------------- | --------------------------------------------- | --------------------------------------------- | --------------------------------------------- | --------------------------------------------- | --------------------------------------------- | --------------------------------------------- | --------------------------------------------- |
| 1864                                          | 1878                                          | 1890                                          | 1900                                          | 1911                                          | 1920                                          | 1930                                          | 1940                                          | 1950                                          | 1960                                          | 1970                                          | 1981                                          | 1991                                          | 2001                                          | 2011                                          |
| 305                                           | 278                                           | 294                                           | 356                                           | 289                                           | 326                                           | 226                                           | 327                                           | 411                                           | 415                                           | 323                                           | 282                                           | 185                                           | 176                                           | 139                                           |

| Distribuição da População por Grupos Etários | Distribuição da População por Grupos Etários | Distribuição da População por Grupos Etários | Distribuição da População por Grupos Etários | Distribuição da População por Grupos Etários | Distribuição da População por Grupos Etários | Distribuição da População por Grupos Etários | Distribuição da População por Grupos Etários | Distribuição da População por Grupos Etários | Distribuição da População por Grupos Etários |
| -------------------------------------------- | -------------------------------------------- | -------------------------------------------- | -------------------------------------------- | -------------------------------------------- | -------------------------------------------- | -------------------------------------------- | -------------------------------------------- | -------------------------------------------- | -------------------------------------------- |
| Ano                                          | 0-14 Anos                                    | 15-24 Anos                                   | 25-64 Anos                                   | > 65 Anos                                    |                                              | 0-14 Anos                                    | 15-24 Anos                                   | 25-64 Anos                                   | > 65 Anos                                    |
| 2001                                         | 24                                           | 19                                           | 74                                           | 59                                           |                                              | 13,6%                                        | 10,8%                                        | 42,0%                                        | 33,5%                                        |
| 2011                                         | 13                                           | 15                                           | 73                                           | 38                                           |                                              | 9,4%                                         | 10,8%                                        | 52,5%                                        | 27,3%                                        |